# Flygsfors
Flygsfors är en tätort i Nybro kommun i Kalmar län.
Flygsfors är beläget längs Ljungbyån, 2 km öster om Orrefors, 3 km väster om Gadderås och 16 km norr om Nybro.

## Historia
I Flygsfors fanns ett glasbruk som var i drift 1888-1979. Under brukets historia framställdes bland annat fönsterglas, belysningsglas, servisglas, flerfärgat konstglas och pressglas.

### Befolkningsutveckling
| Befolkningsutvecklingen i Flygsfors 1960–2020 | Befolkningsutvecklingen i Flygsfors 1960–2020 | Befolkningsutvecklingen i Flygsfors 1960–2020 | Befolkningsutvecklingen i Flygsfors 1960–2020 | Befolkningsutvecklingen i Flygsfors 1960–2020 |
| --------------------------------------------- | --------------------------------------------- | --------------------------------------------- | --------------------------------------------- | --------------------------------------------- |
|                                               |                                               |                                               |                                               |                                               |
| År                                            |                                               |                                               | Folkmängd                                     | Areal (ha)                                    |
| 1960                                          | 1960                                          |                                               | 343                                           | 47                                            |
| 1965                                          | 1965                                          |                                               | 374                                           | 47                                            |
| 1970                                          | 1970                                          |                                               | 331                                           | 48                                            |
| 1975                                          | 1975                                          |                                               | 275                                           | 50                                            |
| 1980                                          | 1980                                          |                                               | 304                                           | 52                                            |
| 1990                                          | 1990                                          |                                               | 305                                           | 51                                            |
| 1995                                          | 1995                                          |                                               | 270                                           | 52                                            |
| 2000                                          | 2000                                          |                                               | 244                                           | 62                                            |
| 2005                                          | 2005                                          |                                               | 255                                           | 62                                            |
| 2010                                          | 2010                                          |                                               | 226                                           | 68                                            |
| 2015                                          | 2015                                          |                                               | 220                                           | 63                                            |
| 2020                                          | 2020                                          |                                               | 225                                           | 48                                            |
|                                               |                                               |                                               |                                               |                                               |

## Samhället
Det finns flera promenadstråk runt dammarna i samhället. Ängs- och hagmarkerna i samhällets västra delar är klassade som naturmiljö av riksintresse.
Vid idrottsplatsen Flöget finns badmöjligheter och solterrasser.